# Jotaro Kujo
Jotaro Kujo (空条 承太郎, Kūjō Shotarō) é um personagem da série do anime e mangá JoJo's Bizarre Adventure criado por Hirohiko Araki. É um personagem recorrente da série, sendo o protagonista na terceira parte (Stardust Crusaders), e aparecendo na quarta (Diamond is Unbreakable) quinta (Golden Wind) e sexta (Stone Ocean) partes. É considerado o personagem mais icônico e popular da série.

## Parte 3 - Stardust Crusaders
"Ele era um menino tão bom… e agora eu não sei o que está acontecendo com ele!" Sua mãe lamenta no começo da Parte 3. Jotaro, mais conhecido como "JoJo" é o filho de Holly Kujo e o neto de Joseph Joestar. Jotaro aparece a primeira vez em uma prisão, pois se entregou a polícia clamando estar possuído por um espírito. Para demonstrar, ele rouba a arma de um guarda e tenta atirar na própria cabeça, de repente uma mão fantasmagórica emerge de seu braço e para a bala rapidamente, no entanto, só sua mãe consegue enxergar a mão.
A pedido da mãe de Jotaro, Joseph vem com Mohammed Avdol para ajuda-lo a se livrar do espírito. Uma breve luta acontece entre os dois, porém termina com Avdol libertando-o da prisão. Saindo da prisão, seu avô e Avdol lhe explicam que o espírito, na verdade é um "Stand"; após isso Jotaro manifesta seu stand e Avdol nomeia de "Star Platinum", e todos se impressionam com sua velocidade e força descomunal.
Voltando para casa, a mãe de Jotaro cai enferma, devido a um stand que começou a se manifestar em seu corpo (por não saber controlar um stand e não saber o que é um stand exatamente, Holly foi consumida por este poder). Jotaro e seu avó percebem que muitas pessoas estão manifestando stands por causa de um antigo inimigo da família Joestar: Dio Brando; que ressurgiu com um plano de dominar o mundo com seu misterioso stand chamado "The World". Então, Jotaro parte em uma missão para derrotar Dio e salvar a sua mãe e possivelmente o mundo.

## Parte 4 - Diamond is Unbreakable
Jotaro chega na pequena cidade de Morioh no Japão, à procura de um garoto chamado Josuke Higashikata que é o outro filho de seu avô; os dois se estranham de início, mas percebem que estão com muito mais problemas, pois a cidade está cheia de usuários de stand. Jotaro se dispõe a ajudar Josuke a enfrentar os usuários.
Os dois descobrem que os poderes estão se manifestando através de um misterioso arco e flecha que está correndo pelas mãos das pessoas da cidade. Agora cabe a Josuke e Jotaro encontar o arco e flecha e impedir que ele caia em mãos erradas. 
Josuke descobre que o arco e flecha estava nas mãos dos irmãos Nijimura, e que Keicho Nijimura estava usando-o para descobrir o usuário mais forte de todos para assim matar seu pai e livrá-lo de sua maldição, porém logo depois Keicho é morto por Akira Otoishi e seu stand Red Hot Chilli Peppers. Akira pega o arco e flecha para ele e então Josuke e Jotaro vão em busca do arco e flecha. 
Okuyasu Nijimura, irmão mais novo de Keicho decide ajudar Josuke a encontrar Kira e se vingar da morte de seu irmão, Jotaro pede ajuda de Joseph Joestar para que ele usa se seu stand Hermit Purple para encontrar Akira e pegar o arco e flecha de volta, porém Josuke consegue enfrentar Akira e pegar o arco e flecha. Jotaro prende Akira e faz ele confessar tudo o que ele fez e todos que atingiu com o arco e flecha. 
Após a derrota de Yoshikage Kira, Jotaro volta para casa e se despede de Josuke.

## Parte 6 - Stone Ocean
Jotaro vai até Miami visitar a sua filha Jolyne Kujo na cadeia e informá-la que um prisioneiro díscipulo de Dio, armou um plano para matá-la dentro do presídio. Jotaro e sua filha começam a se desentender, pois, Jotaro foi um pai que esteve fora na maior parte da vida de Jolyne. A raiva de Jolyne é interrompida por um ataque duplo do presidiário e de um outro misterioso stand que rouba o stand e a memória de Jotaro, deixando-o em um coma profundo. Jolyne então, precisa descobrir quem fez isso e por que fez isso; uma tarefa que se revela maior e mais perigosa do que qualquer coisa que ela podia imaginar.

## Legado
Jotaro se casa e desse casamento nasce uma filha: Jolyne Kujo (protagonista da 6ª série do mangá). Jolyne herda do pai a habilidade de manifestar um stand e de se meter em confusões. Em um certo momento do mangá ela se veste com uma roupa como a do pai, em respeito a ele.

## Personalidade
Jotaro é bem duro exteriormente, tem um gênio forte e é bem grosseiro, mas também é leal, intenso e dedicado. Como todos os JoJo's da série ele é bem inteligente, mas normalmente deixa que seus punhos ou Star Platinum fale por ele. Ele tem um jeito relaxado e desinteressado que soa bem "cool", além disso, ele ama muito a sua mãe e mostra bastante respeito pelo seu avô. Jotaro acredita que as pessoas podem saber suas emoções só de as pessoas olharem para ele e acha que tentar ficar explicando o que sente é perda de tempo. Ele é o alvo principal de Dio, que percebe que Jotaro é a sua principal ameaça.
Na parte 6, ele mostra seu lado de pai protetor, recebendo vários golpes mortais em situações difíceis para que sua filha não se machucasse.
De acordo com Araki, a personalidade de Jotaro foi inspirada na do ator Clint Eastwood. Durão e grosseiro, porém, ao mesmo tempo, tem um bom coração e só quer que o bem triunfe sobre o mal.

## Stand: Suta Puratinu
Star Platinum (スタープラチナ, Suta Purachina) é o stand de Jotaro Kujo. Ele possui sentidos sobre-humanos, resistência, velocidade e força fora do comum, além disso, ele pode enxergar a longa distância e pode parar o tempo. Sua fisionomia é bem semelhante a de um índio com um corpo bem musculoso e com cabelos longos. (Alguns fãs acreditam que a aparência de Star Platinum foi baseada em Jonathan Joestar já que na primeira parte de Jojo's Bizarre Adventure Jonathan diz que se ele morrer seu fantasma voltará para assombrar o vilão Dio Brando)
Força: A
Velocidade: A
Alcance: C
Permanência: A
Precisão: A
Aprendizagem: A
Star Platinum: The World (スタープラチナ・ザ・ワールド, Sutā Purachina - Za Warudo) é a evolução de poderes do stand de Jotaro que aparece ao final da terceira temporada (Stardust Crusaders). Ao contrario do que muitos acreditam, essa stand não é tão forte, ficando atrás de Gold Experience Requiem, Tusk act 4, Dirty Deeds Done Dirt Cheap Love Train, Made in Heaven, Killer Queen, entre outros. Com este stand Jotaro pode parar o tempo por uma duração mais curta do que The World. Jotaro usa essa stand do fim da parte 3 até a luta final da parte 6.
Força: A
Velocidade: A
Alcance: C
Permanência: A
Precisão: A/C
Aprendizagem: A/E
- O nome do stand de Jotaro -"Star Platinum"- é baseado na carta de Tarot "A Estrela". A Estrela significa esperança, ajuda inesperada, perspicácia e claridade de visão, inspiração, flexibilidade.